# Glomosporium leptideum
Glomosporium leptideum är en svampart som först beskrevs av Syd. & P. Syd., och fick sitt nu gällande namn av Kochman 1939. Glomosporium leptideum ingår i släktet Glomosporium och familjen Glomosporiaceae.   Inga underarter finns listade i Catalogue of Life.